# 스테퍼니 커추바

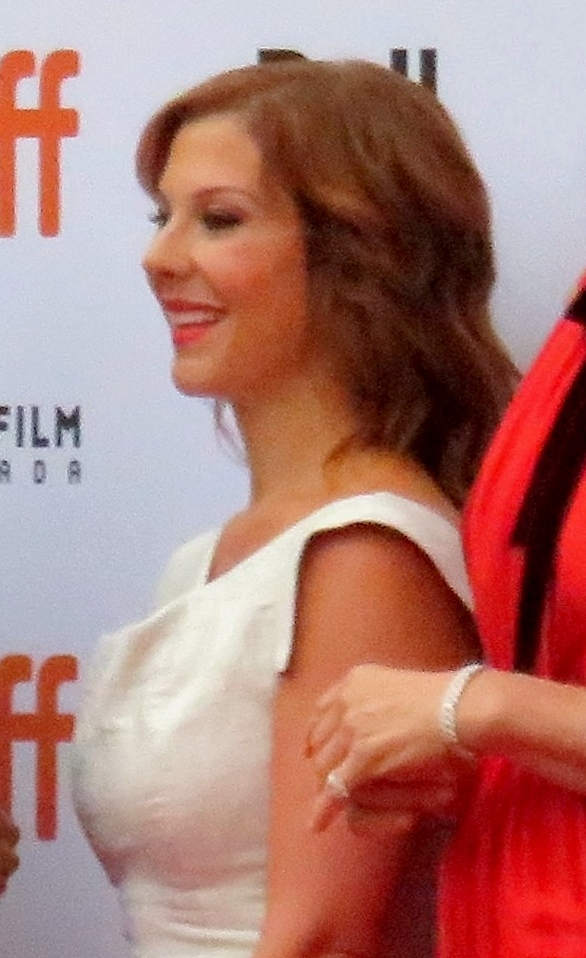

스테퍼니 커트주바(Stephanie Kurtzuba, 영어 발음: /kɜrt.zuːbə/, 1972년 3월 20일 ~ )는 미국의 배우이다.
오마하에서 태어났다.

## 출연 작품

### 영화
- 노츠 (2004, Knots)
- 어웨이 위 고 (2009)
- 엄청나게 시끄럽고 믿을 수 없게 가까운 (2011) - 일레인 블랙 역
- 더 울프 오브 월 스트리트 (2013) - 키미 벨저 역
- 애니 (2014)
- 아이리시맨 (2019) - 아이린 시런 역

### 텔레비전
- 웨이코 (2018)